# 崧陽書院
崧陽書院（：／）位於朝鮮民主主義人民共和國開城市，原來是高麗忠臣、理學家鄭夢周的故居。1573年，經過南應雲等學者商議，將其故居闢為文忠堂，以追緬鄭的忠直。1575年，文忠堂為朝廷所認可，以位於河南嵩山的嵩陽書院為名。書院內至今呈現有鄭夢周生前的事跡和遺物。
崧陽書院現被收入第128號朝鮮民主主義人民共和國國寶。2013年，作為歷史古蹟地區，隨著開城一道被列入世界文化遺產。